# 1206
Évszázadok: 12. század – 13. század – 14. század
Évtizedek: 1150-es évek – 1160-as évek – 1170-es évek – 1180-as évek – 1190-es évek – 1200-as évek – 1210-es évek – 1220-as évek – 1230-as évek – 1240-es évek – 1250-es évek
Évek: 1201 – 1202 – 1203 – 1204 –  1205 – 1206 – 1207 – 1208 – 1209 – 1210 – 1211

## Események

### Helyek szerint

#### Ázsia
- Temüdzsint a mongolok nagykánjává választják, aki Dzsingisz mongol nagykán néven megalapítja a Mongol Birodalmat.
- Kutb-ad-din-Ajbek, India helytartója megalapítja a Delhi Szultanátust, mely egészen 1526-ig, a nagymogul hódításig fennáll.

#### Európa
- A Livóniai Kardtestvérek meghódítják a lívek földjét.

## Születések
- november 29. – IV. Béla magyar király († 1270)

## Halálozások
- április 7. – I. Frigyes lotaringiai herceg